# Восстановленная реформатская церковь

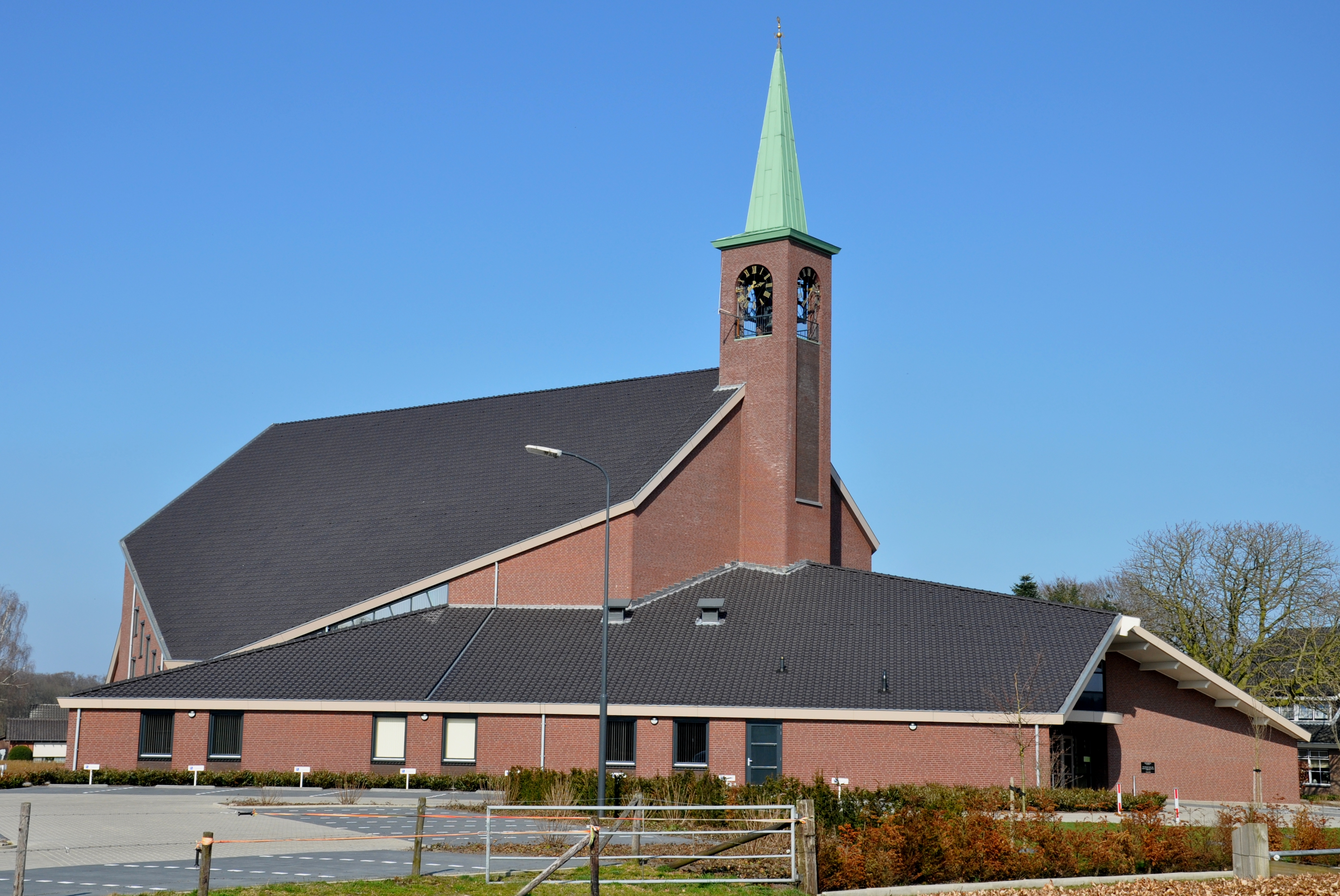
Здание церкви в Элспите

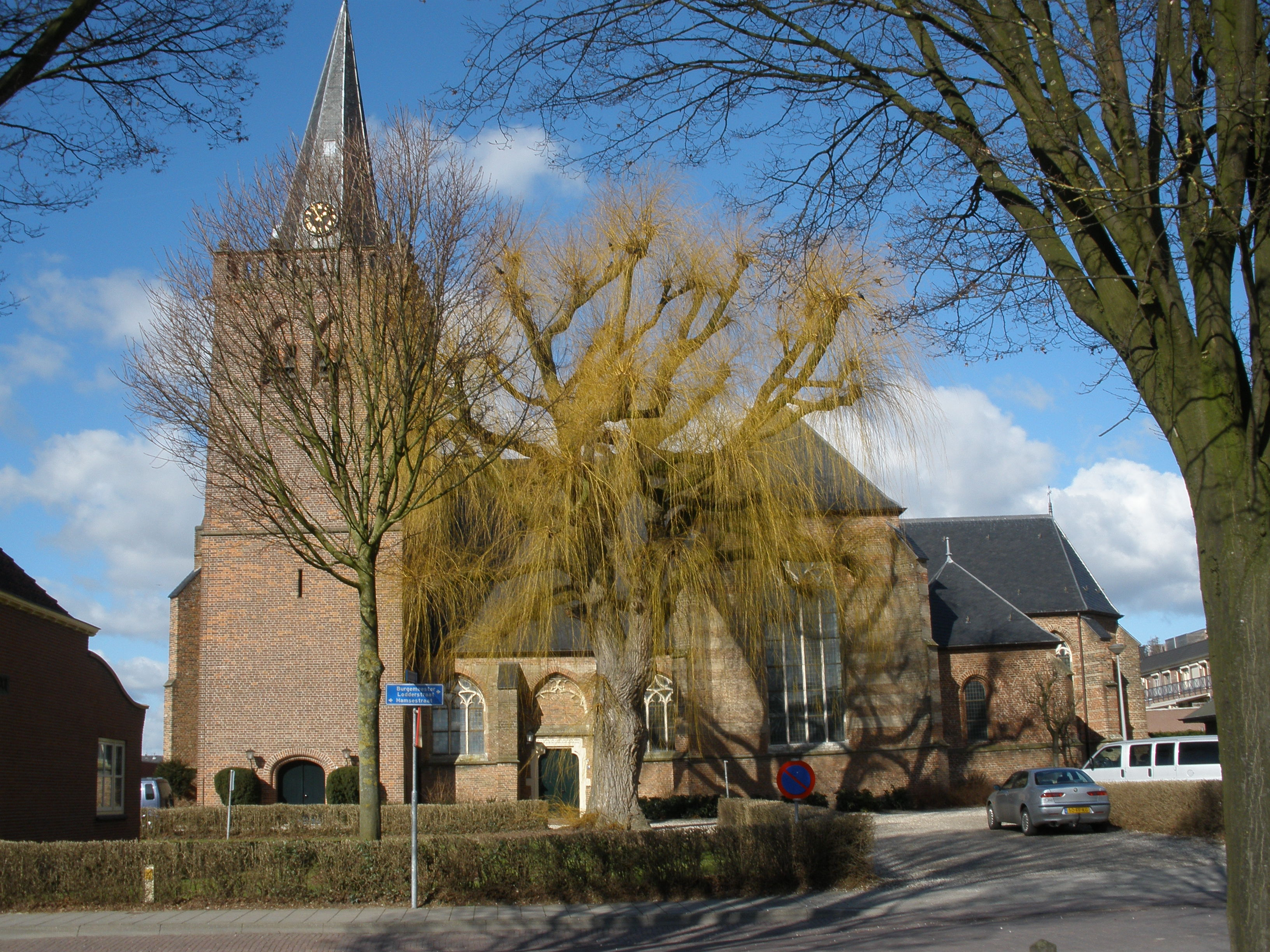
Деревенская церковь в Офьюсдене

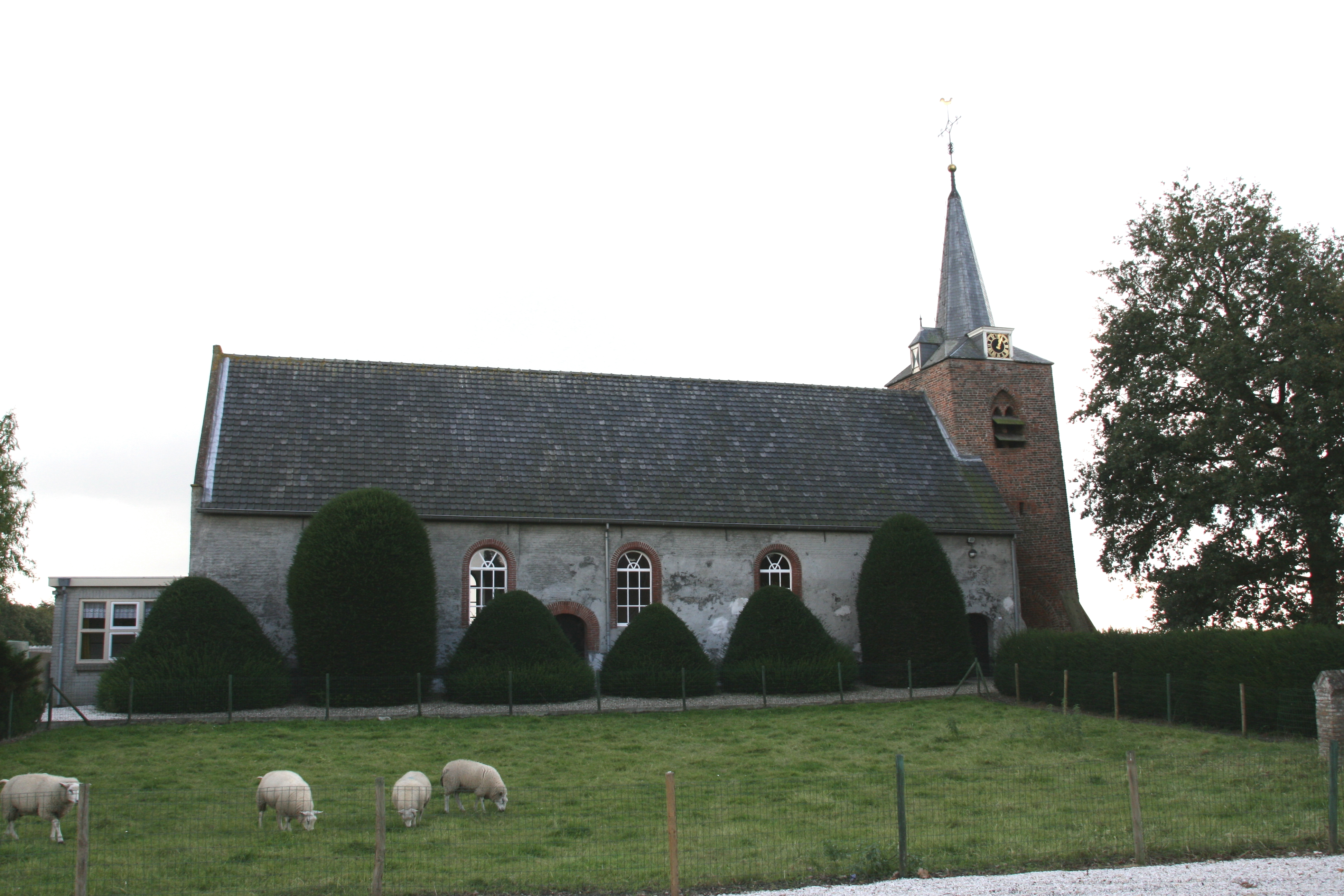
Деревенская церковь в Хесбине

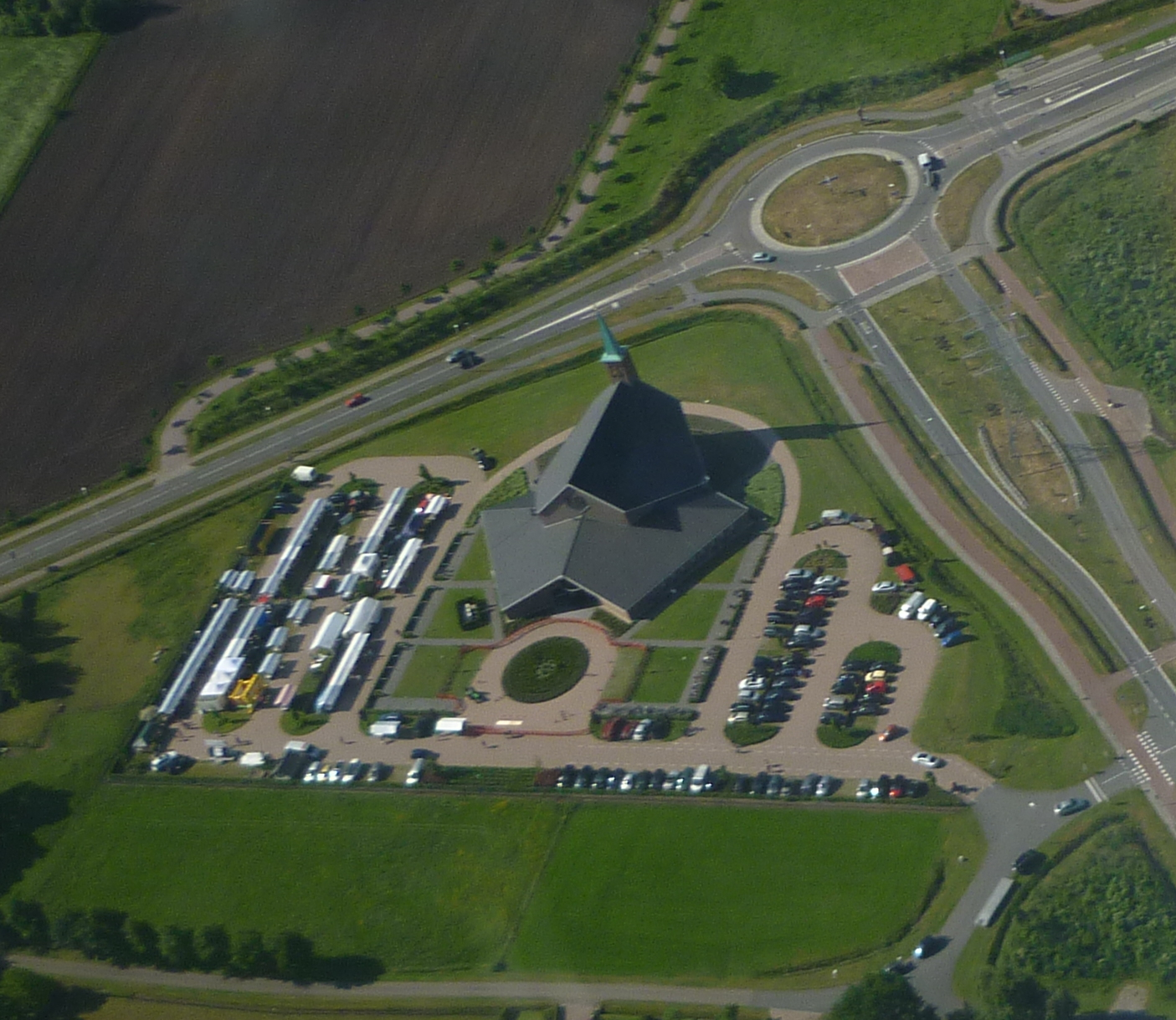
Здание церкви в Путтене с воздуха во время ежегодного Дня поместья

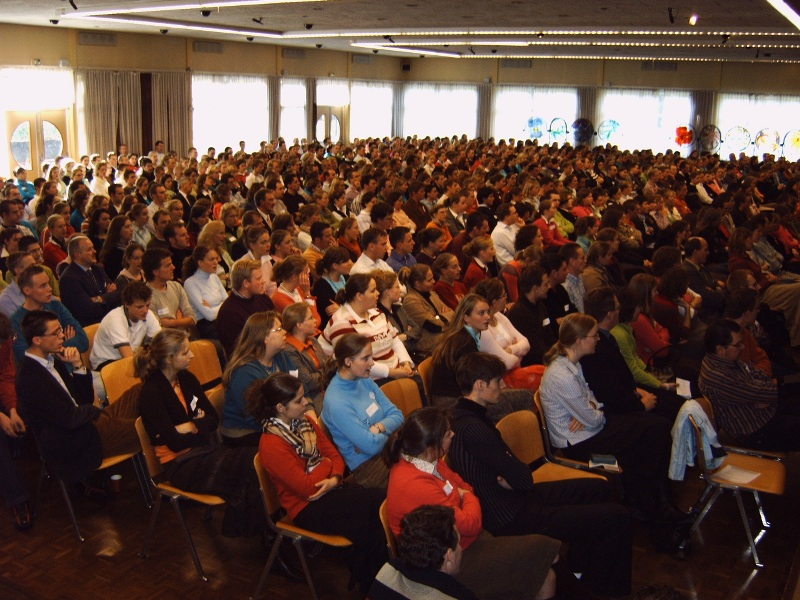
День реформатской молодежи 2005 г. в Амерсфорте

Происхождение различных движений в Нидерландах

История возникновения церквей в Нидерландах

Восстановленная реформатская церковь (HHK) — консервативная реформатская община Нидерландов. Она образовалась из членов Реформатской церкви, которые на основании своих убеждений отказались участвовать в слиянии с Евангелическо-лютеранской церковью. Это объединение, произошедшее 1 мая 2004 года, привело к созданию Протестантской церкви Нидерландов (PKN). В HHK входят общины, которые ранее принадлежали к ортодоксальным реформированным конфессиям Gereformeerde Bond и Het Gekrookte Riet. В 2024 году Реформатская церковь насчитывала 118 общин, включая евангелизационные. В ней служили 69 пасторов, а общее число членов составляло 60 917 человек.

## История
1 мая 2004 года произошло объединение Голландской реформатской церкви с Реформатскими церквями Нидерландов и Евангелическо-лютеранской церковью. Так возникла Протестантская церковь Нидерландов. Это событие стало финальной стадией процесса Samen op Weg. Однако несколько десятков тысяч членов Голландской реформатской церкви отказались присоединиться к новой PKN из-за своих убеждений. Основное разногласие вызвало принятие вероисповеданий Евангелическо-лютеранской церкви, а также Лейенбергского соглашения и Барменской теологической декларации. По мнению возражающих, фундамент церкви изменится:
К их великому сожалению, в основополагающих статьях церковного устава Протестантской церкви Нидерландов, а также в ее таинствах, учения и практики, противоречащие Священному Писанию, исповедовались и исповедуются как истина Божия.  
В воскресенье после слияния верующие по убеждениям провели свои службы. Некоторые церкви разделились, а другие, например, в Стапхорсте и Мартенсдейке, вообще не приняли участие в объединении. Раскол глубоко ранил местные общины.
В местах, где раскололись реформированные общины, пришлось заново организовывать церковную жизнь. Многие из них проводили службы в спортзалах и общественных центрах. В некоторых случаях возникали разногласия с частью бывшей общины, которая осталась в PKN, из-за церковной собственности. По этому поводу поступали иски. При посредничестве Комитета особой опеки PKN удалось заключить соглашения с муниципалитетами. Не везде это проходило гладко. Последнее соглашение было достигнуто в 2009 году.

### 2004—2010
После слияния церквей одним из первых шагов стало создание Восстановленной реформатской семинарии. Этот проект стартовал в 2005 году в Свободном универститете. Также появилась молодёжная организация — Реформаторская молодёжная ассоциация. Был основан церковный журнал «Журнал реформатской церкви». Сформирована церковная структура с чинами, сословиями и синодом. Его председателем стал Дирк Хемскерк.
В 2006 году синод HHK решил использовать название «Восстановленная Голландская реформатская церковь». Но в 2004 году было принято другое название — «Восстановленная реформатская церковь». 15 мая 2006 года Апелляционный суд Арнема постановил: Реформатская церковь обязана следовать соглашению, подписанному с Протестантской церковью Нидерландов 31 августа 2004 года, касающемуся наименования. С тех пор название изменилось на «Восстановленная реформатская церковь». Переименование — это сложный вопрос, особенно для тех, кто участвовал в слиянии церквей из бывшей Голландской реформатской церкви.
Несколько свободных общин присоединились к новой церковной ассоциации. Среди них — общины в Альблассердаме, Роттердаме-Кралингзевере, Ваддинксвене и Шидаме. Старая реформатская церковь в Ден-Хелдере перешла в Восстановленную реформатскую церковь.
С 2006 года Восстановленная реформатская церковь активно поддерживает Реформатскую пресвитерианскую церковь Малави. Это религиозное сообщество в Малави, состоящее из 17 000–20 000 членов, было основано в 1985 году благодаря миссионерской деятельности Свободной пресвитерианской церкви Шотландии в Зимбабве. В настоящее время РПЦ Малави включает более 150 небольших общин. Восстановленная реформатская церковь направляет туда миссионеров. С 2010 года миссионерская работа ведется и в Суринаме, в Парамарибо и среди араваков.

### С 2010 года
В 2011 году преподобный Лен Руйгрок из Монстера и преподобный Ронни Малдер из Лербрука стали председателем и секретарем генерального синода HHK соответственно. В этот период на первый план вышли новые вопросы: например, использование пересмотренного государственного перевода в некоторых общинах. Также пришлось увеличить число преподавателей в семинарии из-за большего, чем ожидалось, числа студентов.
Спустя почти десять лет после основания церковная жизнь во многих местах стабилизировалась, хотя боль раскола все ещё ощущается. Новые церкви появились в Бовен-Хардинксвелде, Соммельсдейке, Эльспите, Путтене и Синт-Анналанде. Некоторые муниципалитеты все ещё ведут подготовку. Однако есть общины, которые проводят службы в сараях, школах или общественных центрах. В Катвейк-ан-Зее, например, до 2015 года церковные службы проходили в спортивном зале, пока не открылась отреставрированная церковь Триумфатора. В некоторых местах церкви используются совместно, как в Гардерене, Доорнспейке и Монтфорте. Другие муниципалитеты, такие как Стапхорст, выкупили их.
14 августа 2012 года канадская община Спрингфордской реформатской церкви присоединилась к Восстановленной реформатской церкви.

## Характер церковного объединения
Восстановленная реформатская церковь, как и другие церковные объединения реформатской традиции, признает авторитет Библии. Этот авторитет подтверждается Апостольским, Никейским и Афанасьевским символами веры, а также Тремя формами единства.
В большинстве реформатских церквей во время службы читают Statenvertaling. В некоторых приходах используют Herziene Statenvertaling. Певческие тексты взяты из перевода 1773 года, который включает 12 песен. Однако в некоторых местах, таких как Вениамин в Катвейк-ан-Зее и Кралингсевер в Роттердаме, местные традиции позволяют исполнять дополнительные гимны во время богослужений.

## Церковное единство и сотрудничество
Реформатская церковь (HHK) занимает крайнее правое положение среди Христианских реформатских церквей и Реформатской федерации в рамках PKN. Молодые люди активно сотрудничают в совместных проектах, и существует официальная возможность обмена проповедниками с Христианскими реформатскими церквями. Иногда, хотя и неофициально, на местном уровне происходят обмены между проповедниками из Реформатской федерации в рамках PKN.
HHK выделяется тем, что местный церковный совет имеет значительную автономию и иногда приглашает лидеров, которым официально запрещено руководить. Некоторые пасторы HHK также возглавляют независимые общины.
Иногда проходят совместные церковные службы. Например, в 2018 году сотрудничали с реформатскими церквями, отмечая Дордрехтский синод 1618/1619 годов. Члены церкви также взаимодействуют с другими ортодоксальными реформаторами через Политическую реформаторскую партию, Реформаторский библейский фонд, Реформаторское собрание и систему реформаторского образования.

## Число приверженцев
По состоянию на 31 декабря 2022 года в Нидерландах насчитывается 60 917 членов организации. В Канаде есть только одна община — в Спрингфорде, провинция Онтарио. В ней 185 участников.
До 2011 года в Реформатской церкви была неопределенность относительно членства. В отчете о религиозных изменениях в Нидерландах за 2004–2005 годы Управление социального и культурного планирования оценило число членов в 53 900 человек. Журнал SGP De Banier в 2006 году указал 53 000 членов. В ежегоднике за 2011 год впервые появилась официальная цифра — 56 753 члена.

## Внешняя ссылка
- Восстановленная реформатская церковь